# تام تولس
تام تولس (انگلیسی: Tom Towles؛ زادهٔ ۲۰ مارس ۱۹۵۰ – درگذشته ۵ آوریل ۲۰۱۵) هنرپیشه اهل ایالات متحده آمریکا بود. وی از ۱۹۷۵ تا ۲۰۰۸ میلادی مشغول فعالیت بود.

## گزیده فیلمشناسی
از فیلم‌ها و مجموعه‌های تلویزیونی‌ای که وی در آن نقش داشته‌است، می‌توان به آثار زیر اشاره کرد:
- بعدازظهر سگی (۱۹۷۵)
- هنری: تصویر یک قاتل زنجیره‌ای (۱۹۸۶)
- قرض‌گیر (۱۹۸۹)
- شب مردگان زنده (فیلم ۱۹۹۰) (۱۹۹۰)
- مغاک و آونگ (فیلم ۱۹۹۱) (۱۹۹۱)
- قلعه (فیلم ۱۹۹۲) (۱۹۹۲)
- مد داگ و گلوری (۱۹۹۳)
- زندگی عادی (۱۹۹۶)
- صخره (فیلم) (۱۹۹۶)
- بن‌بست (۱۹۹۷)
- رسالت ۲ (۱۹۹۸)
- دکتر دولیتل (فیلم ۱۹۹۸) (۱۹۹۸)
- خانه ۱۰۰۰ جسد (۲۰۰۳)
- مطرودین شیطان (۲۰۰۵)
- میامی وایس (۲۰۰۶)
- گرایندهاوس (۲۰۰۷)
- هالووین (فیلم ۲۰۰۷) (۲۰۰۷)
- ساینفلد (۱۹۹۳)
- دختران زندانی (فیلم ۱۹۹۴) (۱۹۹۴)
- بخش فوریت‌های پزشکی (مجموعه تلویزیونی) (۱۹۹۶)
- سومین سنگ بعد از خورشید (۱۹۹۶)
- لانسکی (فیلم ۱۹۹۹) (۱۹۹۹)
- نمایش درو کری (۱۹۹۹)
- فایرفلای (مجموعه تلویزیونی) (۲۰۰۲)
- سی‌اس‌آی (۲۰۰۳)
- دنیای مالکوم (۲۰۰۳)